# Noruega en los Juegos Paralímpicos de Örnsköldsvik 1976
Noruega estuvo representada en los Juegos Paralímpicos de Örnsköldsvik 1976 por un total de 23 deportistas, 16 hombres y siete mujeres.

## Medallistas
El equipo paralímpico noruego obtuvo las siguientes medallas:
| Nombre                                     | Deporte        | Evento                            |
| ------------------------------------------ | -------------- | --------------------------------- |
| Oro                                        |                |                                   |
| Vigdis Bente Mørdre                        | Esquí de fondo | 5 km distancia corta I femenino   |
| Vigdis Bente Mørdre                        | Esquí de fondo | 10 km distancia media I femenino  |
| Reidun Laengen                             | Esquí de fondo | 10 km distancia media B femenino  |
| Morten Langerød                            | Esquí de fondo | 10 km distancia corta B masculino |
| Morten Langerød                            | Esquí de fondo | 15 km distancia media B masculino |
| Jarle Johnsen                              | Esquí de fondo | 15 km distancia media A masculino |
| Terje Hansen Jarle Johnsen Morten Langerød | Esquí de fondo | 3 × 10 km A-B masculino           |
| Plata                                      |                |                                   |
| Jarle Johnsen                              | Esquí de fondo | 10 km distancia corta A masculino |
| Reidun Laengen                             | Esquí de fondo | 5 km distancia corta B femenino   |
| Aud Berntsen Aud Grundvik Reidun Laengen   | Esquí de fondo | 3 × 5 km A-B femenino             |
| Bronce                                     |                |                                   |
| Terje Hansen                               | Esquí de fondo | 10 km distancia corta B masculino |
| Terje Hansen                               | Esquí de fondo | 15 km distancia media B masculino |